# Reggenza di Lampung Utara
La reggenza di Lampung Utara o reggenza di Lampung Settentrionale (in indonesiano: Kabupaten Lampung Utara) è una reggenza dell'Indonesia, situata nella provincia di Lampung.
Il capoluogo della reggenza è Kotabumi.